# Санџеј и Крег
Санџеј и Крег (енгл. Sanjay and Craig) америчка је анимирана серија која је премијерно приказивана на Никелодиону. Серија обухвата 3 сезоне са по 20 епизода у свакој, што је укупно 60 епизода.
У Србији, Црној Гори, Републици Српској и Македонији серија је премијерно приказана 9. мартa 2014. године на каналу Никелодион, синхронизована на српски језик. Синхронизацију је радио студио Голд диги нет. Уводна шпица је такође синхронизована. Српска синхронизација нема ДВД издања.

## Епизоде
| Сезона | Сезона | Епизоде | Премијерно приказивање (САД) | Премијерно приказивање (САД) | Премијерно приказивање (Србија) | Премијерно приказивање (Србија) |
| Сезона | Сезона | Епизоде | Прва епизода                 | Последња епизода             | Прва епизода                    | Последња епизода                |
| ------ | ------ | ------- | ---------------------------- | ---------------------------- | ------------------------------- | ------------------------------- |
|        | 1      | 20      | 25. мај 2013.                | 19. јул 2014.                | 9. март 2014.                   | 25. јануар 2015.                |
|        | 2      | 20      | 12. јул 2014.                | 9. октобар 2015.             | 1. фебруар 2015.                | 12. јануар 2016.                |
|        | 3      | 20      | 7. септембар 2015.           | 29. јул 2016.                | 30. мај 2016.                   | 27. септембар 2016.             |

## Ликови
- Санџеј Кристофер Пател је 12-годишњи индо-американски дечак, који воли да иде у авантуре са својим најбољим пријатељем, Крегом. Заљубљен је у Бел, која ради у његовом омиљеном месту за дружење са пријатељима. Санџејев идол је Ремингтон Тафлипс, глумац из 90-тих.
- Крегори "Крег" Слитерс је Санџејев антропоморфни љубимац змија, кога је Санџеј усвоио из продавнице љубимаца. Крег је "мајстор прерушавања", било да је доктор, адвокат, па чаки и девојчица, нико не би препознао да је он змија. Једини који знају да Крег може да прича су Санџеј, његови најбољи пријатељи (Меган и Хектор) и родитељи. Крег не воли да га зову кућним љубимцем, већ Санџејевим пријатељем.
- Ектор Метју Фланаган је Санџејев и Крегов чудан пријатељ који уместо ока има повез. Заљубљен је у Меган.
- Меган Спарклс је Санџејева и Крегова ентузијастична пријатељица. Често побеђује на такмичењима за најлепшу девојку. Заљубљена је у Санџеја коме се свиђа друга девојка.
- Дарлин Пател је Санџејева мајка која ради у болници као медицинска сестра и хирург. Често прича Санџеју о својим причама са посла.
- Виџеј Пател је Санџејев отац који поседује продавницу.
- Бел Пепер је 16-годишња девојчица која ради у ресторану свог оца. Санџеј је заљубљен у њу, али кад год проба да прича са њом, крене да се понаша чудно.

## Улоге
| Име лика          | Енглески глас     | Српски глас        |
| ----------------- | ----------------- | ------------------ |
| Санџеј Пател      | Крис Хардвик      | Лако Николић       |
| Крег Слитерс      | Маулик Панчоли    | Марко Марковић     |
| Дарлин Пател      | Греј Делил        | Јелена Петровић    |
| Хектор Фланаган   | Мет Џонс          | Немања Живковић    |
| Меган Спарклс     | Линда Карделини   | Маријана Живановић |
| Чак Чикин         | Нолан Норт        | Милан Антонић      |
| Пени Пепер        | Џон Димаџио       | Бранислав Јевтић   |
| Лесли Нудман      | Тони Хејл         | Бранислав Јевтић   |
| Виџеј Пател       | Кунал Најар       | Предраг Дамњановић |
| Бел Пепер         | Ника Футерман     | Јелена Стојиљковић |
| Ремингтон Тафлипс | Ремингтон Тафлипс | Милан Тубић        |